# Elish
Elish è un gioco di ruolo italiano. Gli autori della prima edizione di questo gioco sono Mario Calamita, Vania Castelfranchi, Emiliano Coltorti e Taiyo Yamanouchi (il principale illustratore).

## Ambientazione
Il gioco è ambientato nel Dima, un mondo fantasy medievale popolato da razze insolite completamente originali.
Il gioco di ruolo è stato pubblicato in due versioni: quella originale, "Elish" (che ha recentemente avuto una ristampa) e una successiva, "Elish l'oscuro", contenente nuove razze e scuole di magia. I libri presentano dalla semplice mappa del pianeta e un breve resoconto dei culti e delle tradizioni delle varie razze, anche dettagli più piccoli ma non per questo poco interessanti, come dei brevi racconti narrati da valorosi avventurieri o nobili gesta cantate dai bardi, così come dialetti e linguaggi del Dima e anche poesie e barzellette a tema.

## Razze
Le razze presenti nel Dima sono molte, tra cui:
- Kiani, razza rara, di fattezza e aspetto umanoide (praticamente un umano)
- Reakesy, razza dalle fattezze umano/feline derivante da qualsiasi felino (gatto, tigre, pantera...): possono avere una postura più o meno eretta e presentare anche una coda
- Gorosiani: imponenti esseri umanoidi con quattro o più braccia, forti e robusti, ma anche lenti
- Meliniani, umanoidi dalla statura molto bassa, paragonabili a gnomi
- Fremiti, esseri umanoidi dalla pelle ultravioletta, quasi invisibile al buio
- Valyanti, esseri dalla forma angelica, dotati di ali che permettono loro di volare a costo però di una ossatura più leggera e fragile, che gli permette di abbassare il peso.

Nella seconda versione del gioco sono state introdotte molte altre razze:
- Hevyrnak, umanoidi dalla statura normale, paragonabili a uomini di corporatura media dotati di piccole ali per brevi planate, con vista molto lunga ma campo visivo più limitato.
- Zantra uomini mosca, hanno una vita molto breve e velocissima, dotati di incredibile forza e velocità in grado di volare.

Il secondo libro inserisce altre razze oltre a quelle presenti nell'edizione originale.
Il gioco non presenta un sistema a statistiche, lasciando molto alla prerogativa di chi dirige la partita (master) e alla teatralità con la quale i giocatori e il master svolgono questa.
La Teatralità in questo gioco rende superato il concetto di dado e di tabella, trasportando i giocatori in un sistema basato sulla narrazione e la catarsi fra il giocatore ed il personaggio.
Il GdN (gioco di Narrazione) si avvicina molto ai concetti della psicologia basilare dove tramite un avatar si possono esternare i meccanismi più nascosti della propria psiche.